# TOUR FIRST CHOICE LAST STANCE
「TOUR FIRST CHOICE LAST STANCE」（ツアー・ファースト・チョイス・ラスト・スタンス）は、日本のロックバンド・Suchmosの4度目の全国ライブツアー。

## 背景
Suchmosは、2017年4月に、ソニー・ミュージックレーベルズとアーティスト専属契約を結び、自主レーベル「F.C.L.S」を発足させた。レーベル発足記念公演として同年7月2日・9日に、東京・日比谷野外大音楽堂と大阪・大阪城音楽堂の2か所でワンマンライブ「F.C.L.S. LIVE」を行い、東京公演で全国ツアー「TOUR FIRST CHOICE LAST STANCE」を行うことを発表した。

## 日程
- 出典：[2]

| 日             | 場所           | 会場               |
| -------------- | -------------- | ------------------ |
| 2017年10月7日  | 北海道札幌市   | Zepp 札幌          |
| 2017年10月13日 | 広島県広島市   | BLUE LIVE 広島     |
| 2017年10月15日 | 福岡県福岡市   | 福岡DRUM LOGOS     |
| 2017年10月16日 | 福岡県福岡市   | 福岡DRUM LOGOS     |
| 2017年10月21日 | 宮城県仙台市   | 仙台GIGS           |
| 2017年10月28日 | 愛知県名古屋市 | 名古屋 Zepp Nagoya |
| 2017年11月4日  | 大阪府大阪市   | Zepp Osaka Bayside |
| 2017年11月5日  | 大阪府大阪市   | Zepp Osaka Bayside |
| 2017年11月10日 | 東京都江東区   | Zepp Tokyo         |
| 2017年11月11日 | 東京都江東区   | Zepp Tokyo         |
| 2017年11月19日 | 東京都江東区   | 豊洲PIT            |